# Val-de-Dagne
Val-de-Dagne é uma comuna francesa na região administrativa da Occitânia, no departamento de Aude. Estende-se por uma área de 50.11 km², e possui 739 habitantes, segundo o censo de 2018, com uma densidade de 15 hab/km².
Foi criada, em 1 de janeiro de 2019, a partir da fusão das antigas comunas de Montlaur e Pradelles-en-Val.